# 하칸 찰하노을루
하칸 찰하노을루(튀르키예어: Hakan Çalhanoğlu, 1994년 2월 8일 ~ )는 세리에 A 클럽 인테르나치오날레 밀라노에서 미드필더로 뛰고 튀르키예 국가대표팀의 주장을 맡고 있는 튀르키예의 프로 축구 선수이다. 그는 다양한 각도와 거리에서 효과적인 것으로 유명한 프리킥 전문가로 잘 알려져 있다.
찰하노을루는 2010년에 2. 분데스리가 클럽인 카를스루어 SC에서 선수 생활을 시작했고, 2년 후에 분데스리가 팀인 함부르거 SV로 이적했고, 임대로 첫 번째 클럽에서 또 한 시즌을 보냈다. 그의 첫 번째 분데스리가 시즌에서의 활약으로 그는 2014년에 바이어 레버쿠젠으로 1,450만 유로의 이적료를 기록했다. 그는 그곳에서 세 시즌 동안 활약했고, 115번의 공식 경기에 출전해 28골을 넣었다. 2017년, 찰하노을루는 밀란으로 초기 2,000만 유로의 이적료에 서명했고, 2021년 여름에 도시 라이벌인 인테르나치오날레에 자유 이적으로 합류했다.
독일에서 태어난 찰하노을루는 16세 이하부터 국제적인 수준의 튀르키예 국가대표팀으로 선택했다. 그는 2013년 시니어 데뷔를 했고 2016년, 2020년, 2024년 UEFA 유럽 축구 선수권 대회에서 그들의 선수단의 일원이었다.

## 구단 경력

### 카를스루어 SC
바덴뷔르템베르크주 만하임에서 태어난 찰하노을루는 2012년 2월 19세 이하 팀에서 승격된 후 2. 분데스리가의 카를스루어 SC에서 선수 생활을 시작했지만 첫 시즌을 마치고 3. 리가로 강등되었다. 그는 2012년 여름 이적 시장에 함부르거 SV에 합류하기 위해 4년 계약을 체결하고 한 시즌 더 카를스루어로 임대되었다. 그 시즌에 임대되어 팀이 3부 리그에서 우승하고 2부 리그로 복귀하는 데 도움을 주었다.

### 함부르거 SV
찰하노을루는 2013년 8월 11일, 샬케 04 원정 경기에서 3-3 무승부를 기록하며 함부르거 SV와 분데스리가 데뷔 전을 치렀다. 그는 이 경기에 선발로 출전해 74분만에 데니스 아오고와 교체되었다. 8월 31일, 그는 아인트라흐트 브라운슈바이크와의 안방 경기에서 첫 골을 넣었고, 후반 79분에 라파엘 판 데르파르트와 교체 투입되어 1분 뒤 프리킥으로 골망을 갈랐다.
2014년 2월 5일, 찰하노을루는 함부르거와 2년 연장 계약을 맺었고, 2018년까지 그를 클럽에 잔류시켰다. 2월 20일, 그는 보루시아 도르트문트와의 경기에서 41야드 프리킥을 성공시켜 3-0 대승을 거뒀고, 이 골로 함부르거의 악착같은 질주를 마쳤다. 그는 수비벽이나 동료들이 지나갈 곳이 보이지 않자, 골대 뒤쪽을 찾아 악랄하게 돌아가는 슛을 날렸다. 기뻐하는 찰하노을루는 그 후 "저는 항상 훈련할 때와 같은 방식으로 프리킥을 때렸습니다. 제가 프리킥을 성공시킨 것이 기쁩니다!"라고 말했다. 그는 3월 22일, VfB 슈투트가르트와의 경기에서 53분에 두 번째로 프리킥을 성공시켜 선수 생활에서 처음으로 퇴장당했다.
함부르거에서의 그의 유일한 완전한 시즌에, 팀은 16위로 마쳤고, 그로이터 퓌르트와의 원정 경기에서 승리를 거두어 1부 리그의 모든 시즌에 출전한 유일한 팀으로서의 명예를 유지했다.

### 바이어 레버쿠젠
함부르거는 처음에 다른 독일 팀들에게 찰하노을루를 판매할 의사가 없었지만, 헤르타 BSC으로부터 피에르미셸 라조가를 영입하여 그러한 예외를 더 이상 재정적으로 실현할 수 없게 되었다. 2014년 7월 4일, 그는 함부르거를 떠나 리그 라이벌인 바이어 레버쿠젠으로 5년 계약을 맺었고, 1억 4,500만 유로의 이적료에 서명했다. 이적으로 이어진 그의 행동은 함부르거에서 병가를 내는 것을 포함하여 논란을 일으켰고, 그는 자신의 차의 파손을 포함한 팬들의 공격으로 인해 스트레스를 받았다고 말하며 이적을 정당화했다. 그는 또한 함부르거의 올리버 크루저 감독을 배신했다고 비난했다. 이 조치는 나중에 손흥민에 의해 비판되었는데, 이는 찰하노을루가 전 레버쿠젠 동료의 토트넘 홋스퍼 이적을 "잘못 조언"이라고 부른 것에 대한 반응이었다.

### AC 밀란
2017년 7월 3일, 찰하노을루는 세리에 A의 AC 밀란과 4년 계약을 맺었다. 이적료는 초기 2,000만 유로로 보고되었으며, 2,400만 유로로 상승했다.
그는 한 달 후 유로파리그 3차 예선 2차전에서 밀란 경기 데뷔 전을 치렀으며, 스타디오 주세페 메아차에서 열린 우니베르시타테아 크라이오바와의 경기에서 2-0 (합계 3-0) 승리를 거두며 마지막 25분 동안 수소를 대신해 출전했다. 그는 9월 14일, 아우스트리아 빈과의 조별 리그 원정 경기에서 5-1로 승리하며 밀란의 첫 골을 넣었고, 두 개의 어시스트도 기록했다.

### 인테르나치오날레 밀라노
2021년 6월 22일, 찰하노을루는 전 소속팀의 도시 라이벌인 세리에 A 클럽 인테르나치오날레 밀라노와 3년 자유 이적 계약을 체결했다.
찰하노을루는 2021-22년 세리에 A 시즌 개막일에 제노아를 상대로 4-0으로 승리한 인테르 데뷔 전에서 득점과 어시스트를 기록했다. 이후 리그에서 7골 12도움을 기록했고, 코파 이탈리아 결승전에서 유벤투스를 상대로 득점을 기록했지만 리그 우승을 차지한 팀은 전 소속팀 AC 밀란이었다. 2022년 10월 4일, 그는 바르셀로나를 상대로 1-0으로 승리하며 인테르에서 챔피언스리그 첫 골을 넣었다.
2023년 3월 14일, 그는 챔피언스리그 16강 2차전 원정 경기에서 포르투를 상대로 한 경기에서 최우수 선수로 선정되었다. 이 경기는 무득점 무승부로 끝났고, 인테르나치오날레 밀라노는 합계 1-0으로 승리하여 12년 만에 처음으로 8강에 진출하게 되었다.

## 국가대표팀 경력
독일에서 태어난 찰하노을루는 트라브존에 있는 그의 가족의 출신지를 통해 자격을 얻으면서 튀르키예에서 뛰기로 결정했다. 그는 홈그라운드에서 열린 2013년 FIFA U-20 월드컵을 포함하여 청소년 국제 수준에서 국가대표로 활약했다. 튀르키예는 프랑스에게 패배하기 전까지 16강에 올랐다. 6월 28일, 그들의 두 번째 조별 리그 경기에서, 찰하노을루는 그의 조상 도시인 휘세인 아브니 아케르 스타디움에서 열린 오스트레일리아와의 경기에서 튀르키예의 동점골을 넣었다.

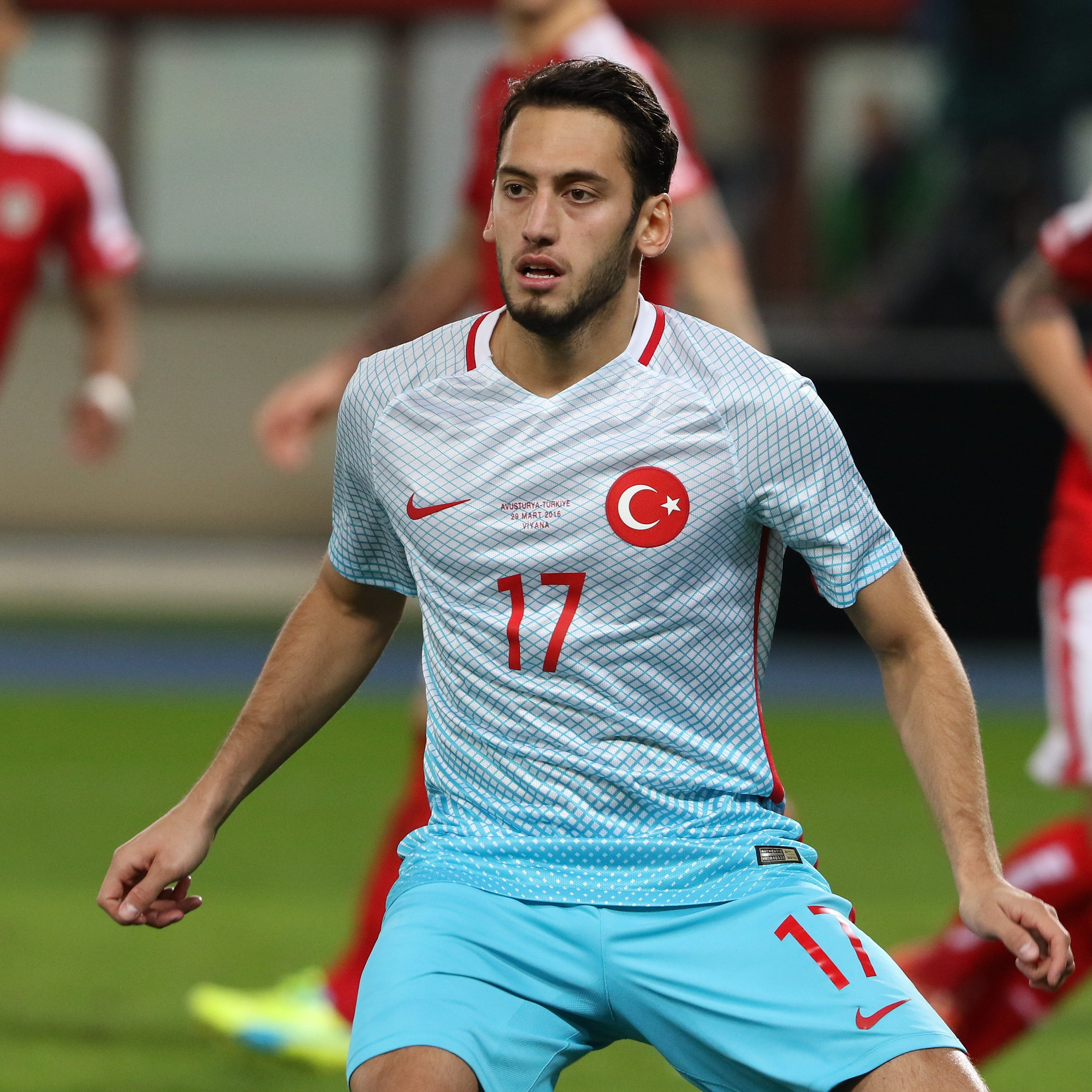
2016년 튀르키예에서 활약한 찰하노을루

그는 2013년 9월 6일, 카이세리에서 열린 월드컵 예선전에서 파티흐 테림이 지휘봉을 잡아 괴크한 퇴레와 교체 투입되어 5-0으로 이긴 안도라와의 첫 경기에서 마지막 8분간 교체 투입되어 튀르키예 국가대표팀 데뷔 전을 치렀다. 그는 2014년 5월 25일, 더블린의 아비바 스타디움에서 열린 아일랜드와의 친선 경기에서 첫 선발 출전하여 61분만에 올칸 아든을 상대로 자리를 내줬다.
찰하노을루는 2016년 5월 22일 시티 오브 맨체스터 스타디움에서 열린 양국 간의 11번째 경기에서 잉글랜드를 상대로 득점한 최초의 튀르키예인이 되었고, 이 경기에서 그는 2-1로 패배했다. 그 달 말, 5월 31일, 그는 UEFA 유로 2016의 23인 선수단에 선정되었다.
2019년 3월 22일, 찰하노을루는 알바니아와의 UEFA 유로 2020 예선 첫 경기에서 튀르키예의 2-0 승리의 두 번째 골을 기록했다. 2021년 6월 1일, 그는 연기된 UEFA 유로 2020의 튀르키예 국가대표팀에 이름을 올렸다. 2022년 3월, 그는 부라크 이을마즈의 은퇴 이후 자국의 주장이 되었다.
2024년 6월 7일, 그는 UEFA 유로 2024에 참가할 26명의 선수단에 차출되었고, 뤼슈튀 레치베르에 이어 튀르키예 선수로는 두 번째로 3번의 유러피언 토너먼트에 출전했다.

## 출전 통계
match played 16 March 2025  기준
| Club             | Season       | League        | League | League | National cup | National cup | Europe | Europe | Other | Other | Total | Total |
| Club             | Season       | Division      | Apps   | Goals  | Apps         | Goals        | Apps   | Goals  | Apps  | Goals | Apps  | Goals |
| ---------------- | ------------ | ------------- | ------ | ------ | ------------ | ------------ | ------ | ------ | ----- | ----- | ----- | ----- |
| Karlsruher SC    | 2011–12      | 2. Bundesliga | 14     | 0      | —            | —            | —      | —      | 2     | 0     | 16    | 0     |
| Karlsruher SC    | 2012–13      | 3. Liga       | 36     | 17     | 3            | 0            | —      | —      | —     | —     | 39    | 17    |
| Karlsruher SC    | Total        | Total         | 50     | 17     | 3            | 0            | 0      | 0      | 2     | 0     | 55    | 17    |
| Hamburger SV     | 2013–14      | Bundesliga    | 32     | 11     | 4            | 0            | —      | —      | 2     | 0     | 38    | 11    |
| Bayer Leverkusen | 2014–15      | Bundesliga    | 33     | 8      | 4            | 2            | 10     | 3      | —     | —     | 47    | 13    |
| Bayer Leverkusen | 2015–16      | Bundesliga    | 31     | 3      | 3            | 1            | 12     | 4      | —     | —     | 46    | 8     |
| Bayer Leverkusen | 2016–17      | Bundesliga    | 15     | 6      | 1            | 0            | 6      | 1      | —     | —     | 22    | 7     |
| Bayer Leverkusen | Total        | Total         | 79     | 17     | 8            | 3            | 28     | 8      | 0     | 0     | 115   | 28    |
| Milan            | 2017–18      | Serie A       | 31     | 6      | 4            | 0            | 10     | 2      | —     | —     | 45    | 8     |
| Milan            | 2018–19      | Serie A       | 36     | 3      | 4            | 0            | 5      | 1      | 1     | 0     | 46    | 4     |
| Milan            | 2019–20      | Serie A       | 35     | 9      | 3            | 2            | —      | —      | —     | —     | 38    | 11    |
| Milan            | 2020–21      | Serie A       | 33     | 4      | 1            | 0            | 9      | 5      | —     | —     | 43    | 9     |
| Milan            | Total        | Total         | 135    | 22     | 12           | 2            | 24     | 8      | 1     | 0     | 172   | 32    |
| Inter Milan      | 2021–22      | Serie A       | 34     | 7      | 5            | 1            | 6      | 0      | 1     | 0     | 46    | 8     |
| Inter Milan      | 2022–23      | Serie A       | 33     | 3      | 3            | 0            | 12     | 1      | 1     | 0     | 49    | 4     |
| Inter Milan      | 2023–24      | Serie A       | 32     | 13     | 0            | 0            | 6      | 1      | 2     | 1     | 40    | 15    |
| Inter Milan      | 2024–25      | Serie A       | 21     | 5      | 2            | 1            | 7      | 3      | 2     | 0     | 32    | 9     |
| Inter Milan      | Total        | Total         | 120    | 28     | 10           | 2            | 31     | 5      | 6     | 1     | 167   | 36    |
| Career total     | Career total | Career total  | 415    | 95     | 37           | 7            | 83     | 21     | 11    | 1     | 547   | 124   |

1. ↑  Includes DFB-Pokal, Coppa Italia
2. ↑  Appearances in 2. Bundesliga relegation play-offs
3. ↑  Appearances in Bundesliga relegation play-offs
4. 1 2 3 4 5 6  Appearances in UEFA Champions League
5. ↑  Eight appearances and three goals in UEFA Champions League, four appearances and one goal in UEFA Europa League
6. 1 2 3  Appearances in UEFA Europa League
7. 1 2 3 4 5  Appearance(s) in Supercoppa Italiana

## 수상

### 클럽

#### 카를스루에 SC
- 3. 리가 : 우승 (2012-13)

#### 인테르 밀란
- 세리에 A : 우승 (2023-24[34])
- 코파 이탈리아 : 우승 (2021-22[35], 2022-23[36])
- 수페르코파 이탈리아나 : 우승 (2021, 2022[37], 2023[38])
- UEFA 챔피언스리그 준우승 : 2022-23[39]

### 개인
- 3. 리가 올해의 선수 : 2012-13
- AIC 올해의 팀 : 2022-23, 2023-24
- 세리에 A 올해의 팀 : 2023-24
- 세리에 A 최우수 미드필더 : 2023-24
- 세리에 A 이 달의 선수 : 20년 12월, 21년 11월
- 터키 올해의 축구 선수 : 2021